# 야로 송씨
야로 송씨(冶爐宋氏), 또는 야성 송씨(冶城宋氏)는 경상남도 합천군 야로면을 본관으로 하는 한국의 성씨이다.

## 역사
시조 송맹영(宋孟英)이 고려 목종 때 간의대부(諫議大夫), 총부의랑(摠部議郞)을 지내고 야성군(冶城君)에 추증되었다고 한다.
조선시대에는 문과 급제자 19명을 배출하였다.

## 분파
15세부터 직장공파(直長公派), 상호군공파(上護軍公派), 대호군공파(大護軍公派), 현령공파(縣令公派), 선전공파(宣傳公派),우후공파()로 나누어졌다.

## 인물
- 송희규(宋希奎, 1494년 ~ 1558년) : 1519년 별시 문과에 병과로 급제하여 병조좌랑·현풍현감·호조정랑, 흥해군수, 상주목사, 사헌부집의(司憲府執義), 대구도호부사, 예빈시정을 역임하고, 1547년 사헌부 장령으로서 윤원형의 전횡을 탄핵하여 상소하다가 유배당하였다. 사후 정려와 효우비가 세워졌으며, 1565년 직첩을 환급받았다.[1]